# パク・チミ
パク・チミ（朴 智美、1988年8月13日 - ）は、韓国の女優。別名、パク・シヒョン（박시현）。

## プロフィール
- 身長164cm[2]。
- 血液型:A型。
- 家族構成:両親、妹。
- 特技:ピアノ、歌。
- 出身校:中央大学校演劇学科。

## 出演作品

### テレビドラマ
- シンデレラ(1997年、MBC) チャン・ヘウォンの子供時代役
- 真実のために (1998年、MBC) ソン・ミナ役
- クッキ 〜菊熙〜（1999年、MBC）主人公クッキの子供時代役
- 白丁の娘 (2000年、SBS)
- 継母 (2001年、KBS) サンインの子役
- 人魚姫 (2002年、MBC) ウン・アリヨンの子供時代役
- 張禧嬪［チャン・ヒビン］(2003年）世子嬪・青松沈氏役
- スンドク (2003年、MBC) イ・ヒョジョン役
- かわいい彼女 (2003年、MBC) チャン・ジュニ役
- 天国の階段（2003年、SBS）キム・テヒが演じたユリの子供時代役
- 拝啓、ご両親様（2004年、KBS）パク・スア役
- 雪の花 (2006年、SBS) チョ・ヨジン役
- ソル薬局の息子たち (2009年、KBS)
- 千年の約束 (2011年、SBS)

### 映画
- リベラ・メ（2000年）ヒスの姉役[3]